# Mesrop Maixtots
Mesrop Maixtots, en armeni Մեսրոպ Մաշտոց (Hatsik, Armènia, 361 - Vagharxapat, 17 de febrer de 440), de vegades esmentat com a sant Mesrob i Mesrop d'Armènia, fou un monjo i teòleg armeni, creador de l'alfabet armeni, que va ser un pas fonamental per enfortir la identitat nacional armenia. També se'l considera el creador dels alfabets caucàsic albanès i georgià per alguns estudiosos. És venerat com a sant a l'Església Apostòlica Armènia, a l'Església catòlica armènia, a les esglésies ortodoxes orientals i catòliques romanes.

## Biografia

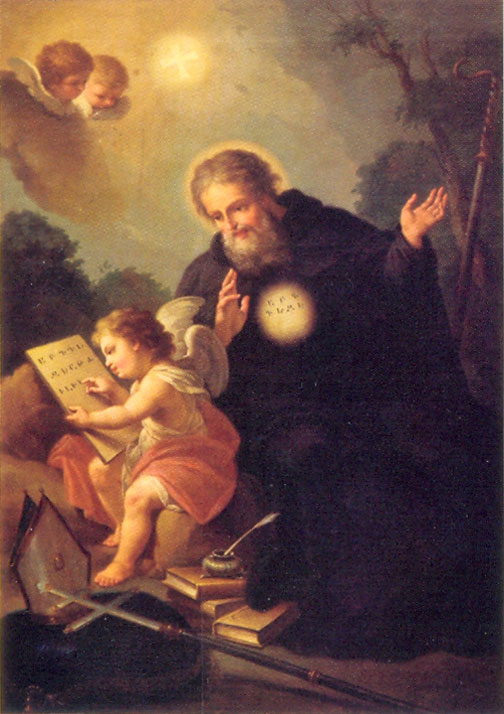
Mesrop creant l'alfabet armeni, per Francesco Maggiotto (1750-1805)

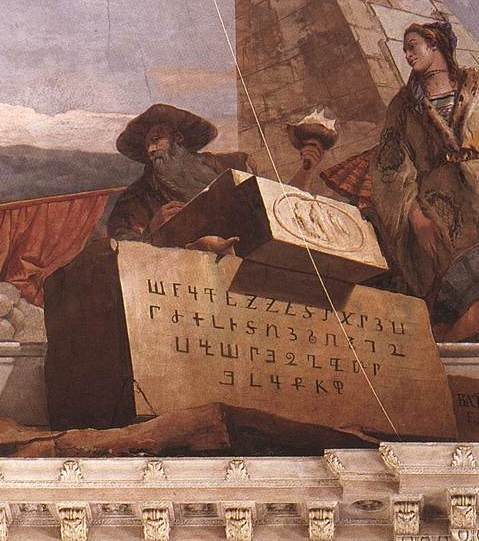
Fresc de Mesrop per Giovanni Battista Tiepolo (1696-1770)

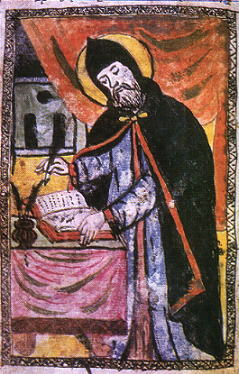
Mesrop en un manuscrit armeni de 1776

Va néixer en una família noble (de la casa d'un azat segons Anania Shirakatsi) a l'assentament de Hatsekats a Taron (identificat com el poble de Hatsik a la plana de Mush), i va morir a Vagharxapat. Era fill d'un home anomenat Vardan. Koryun, el seu alumne i biògraf, ens diu que Maixtots (en la seva obra no esmenta el nom de Mesrop) va rebre una bona educació i era versat en les llengües grega i persa. A causa de la seva pietat i coneixement, Mesrop va ser nomenat secretari del rei Khosrov IV, encarregat d'escriure els decrets i edictes reials en persa i grec.
En una crisi espiritual que el portà a voler apropar-se a Déu, deixà la cort i es retirà a un monestir, fent-s'hi monjo. Visqué en pobresa i pregària i estudiant les Sagrades Escriptures.
Armènia va perdre la seva independència l'any 387 i es va dividir entre l'Imperi Romà d'Orient i Pèrsia, que va rebre unes quatre cinquenes parts del seu territori. Armènia occidental estava governada per generals romans d'Orient, mentre que un rei armeni governava com a vassall persa sobre Armènia oriental. L'Església Armènia era una de les poques institucions que mantenia les dues parts unides i amb una identitat nacional. Els principals esdeveniments d'aquest període són la invenció de l'alfabet armeni, la revisió de la litúrgia, la creació d'una literatura eclesiàstica i nacional, i la revisió de les relacions jeràrquiques. Tres homes estan associats de manera destacada amb aquesta obra: Mesrop, sant Isaac i el rei Vram-Shapuh, que va succeir al seu germà Khosrov IV l'any 389.
Cap al 394, Mesrop, amb el permís del catolicós Isaac d'Armènia, començà a recórrer el país per evangelitzar-ne els pagans. Mentre era al districte de Golthn, trobà que la manca d'una escriptura que pogués reproduir bé la llengua armènia era un obstacle per a la difusió de les Escriptures i les obres litúrgiques i religioses. Aquestes obres es difonien en grec, persa i siríac, la qual cosa impedia que fossin conegudes dels armenis. Així, Mesrop va començar a concebre un alfabet que permetés escriure aquesta llengua. Amb l'aprovació del rei i el patriarca Isaac i l'ajut del bisbe Daniel de Mesopotàmia i del monjo Rufí de Samòsata, va emprendre el projecte i va crear un alfabet de trenta-sis lletres (s'hi afegiren dues lletres més al segle xii).
La primera frase escrita per Mesrop amb la nova escriptura fou el començament del llibre dels Proverbis de Salomó:
| « | Per a conèixer la saviesa i la disciplina, per comprendre les dites profundes, per adquirir una instrucció il·luminada | » |
| — Llibre dels proverbis, 1:2, ճանաչել զիմաստութիւն եւ զխրատ, իմանալ զբանս հանճարոյ Ճանաչել զիմաստութիւն եւ զխրատ, իմանալ զբանս հանճարոյ | |   |

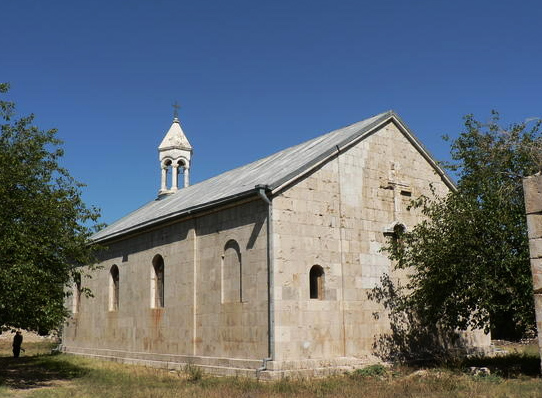
El monestir d'Amaras a Artsakh, on Mesrop va establir la primera escola que va utilitzar el seu guió.

L'alfabet armeni es creà en 406, donant principi a la literatura armènia i enfortint la identitat nacional dels armenis, que es mantingueren culturalment separats dels perses i els grecs. Mesrop fundà diverses escoles al país per difondre el nou alfabet.
"El resultat de l'obra d'Isaac i Mesrop", diu Sant Martí, "va ser separar per sempre els armenis dels altres pobles d'Orient, fer-ne una nació diferent i enfortir-los en la Fe cristiana prohibint o profanant totes les escriptures alfabètiques estrangeres que s'empraven per a la transcripció dels llibres dels pagans i dels seguidors de Zoroastre. A Mesrop se li deuen la preservació de la llengua i la literatura d'Armènia; sinó fos per la seva obra, el poble hauria estat absorbit pels perses i sirians, i hauria desaparegut com tantes nacions d'Orient".
Fonts armènies medievals també afirmen que Mesrop va inventar els alfabets albanès georgià i caucàsic al mateix temps. La majoria dels estudiosos vinculen la creació de l'escriptura georgiana amb el procés de cristianització d'Iberia, un regne georgià bàsic de Kartli. Per tant, l'alfabet es va crear molt probablement entre la conversió d'Ibèria sota el rei Mirian III d'Ibèria (326 o 337) i les inscripcions Bir el Qutt de 430, contemporàniament a l'alfabet armeni.

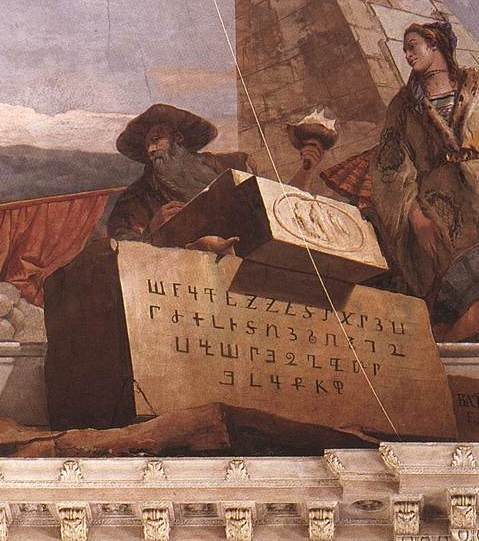
Fresc de Giambattista Tiepolo amb el sant i l'alfabet que va crear (Würzburg, Residenz).
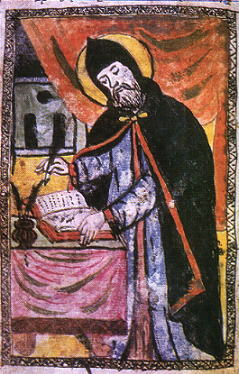
El sant en una miniatura armènia de 1776.
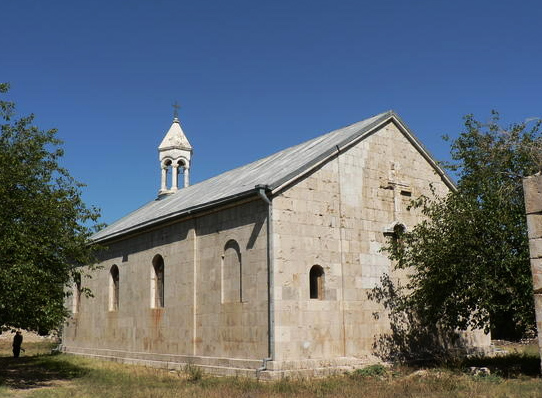
Monestir d'Amaras (Nagorno Karabakh) on Mesrop fundà la primera escola on s'ensenyà l'alfabet armeni.
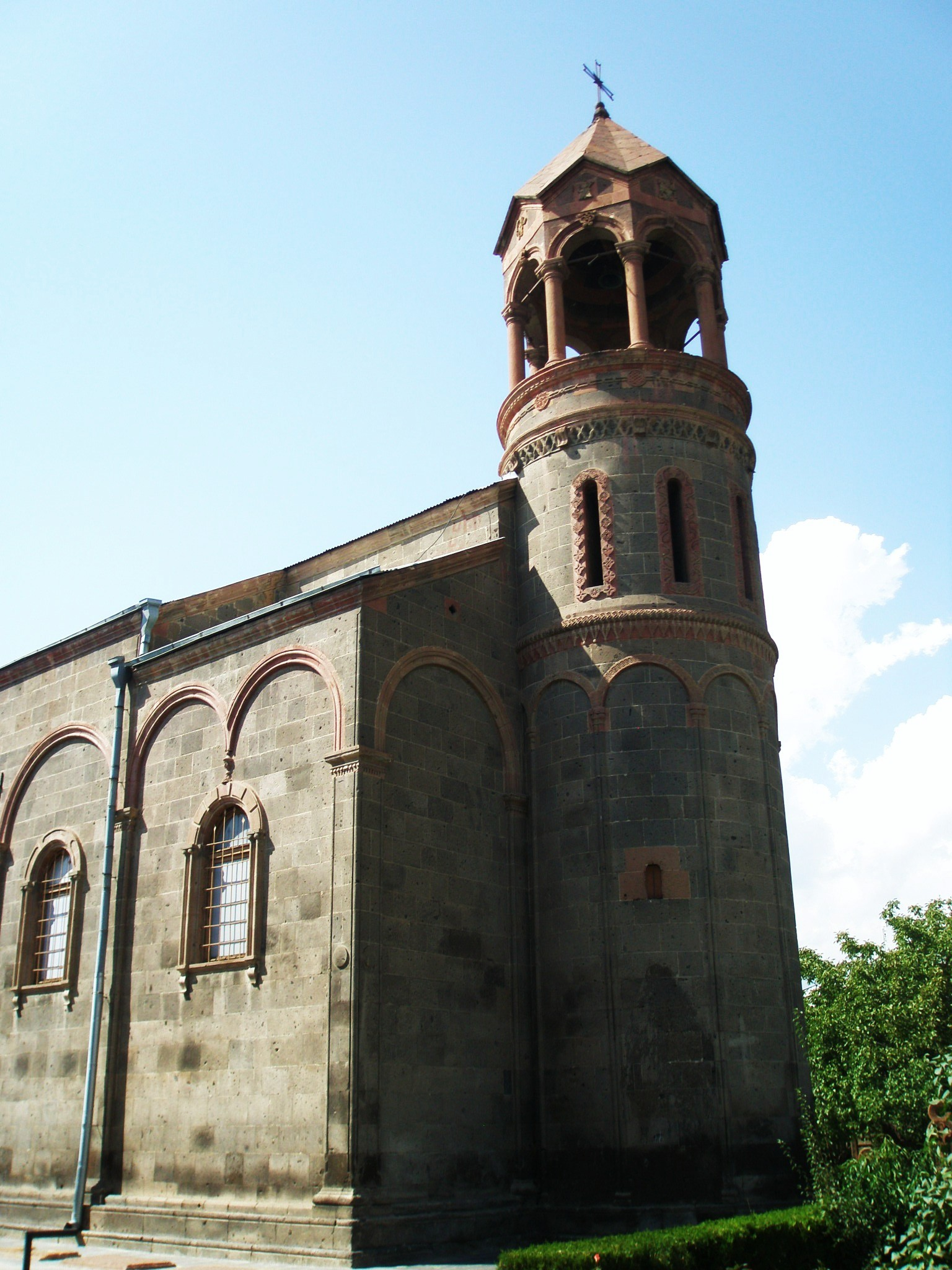
Església de sant Mesrop a Oixakan, lloc d'enterrament del sant.

La invenció de l'alfabet cap al 405 va ser l'inici de la literatura armènia i va demostrar un poderós factor en la construcció de l'esperit nacional.
Encoratjat pel patriarca i pel rei, Mesrop va fundar nombroses escoles a diferents punts del país, en les quals els joves aprenien el nou alfabet. Ell mateix va ensenyar al monestir d'Amaras de la província armènia d'Artsakh (situat a la regió contemporània de Martuni de l'avui no reconeguda República de Nagorno-Karabakh). Però la seva activitat no es va limitar a Armènia oriental. Amb cartes de sant Isaac, va anar a Constantinoble i va obtenir de l'emperador Teodosi II el Jove permís per predicar i ensenyar a les seves possessions armènies. Després d'haver tornat a Armènia oriental per informar el patriarca, el seu primer pensament va ser proporcionar literatura religiosa als seus compatriotes. Va enviar alguns dels seus nombrosos deixebles a Edessa, Constantinoble, Atenes, Antioquia, Alexandria i altres centres d'aprenentatge, per estudiar la llengua grega i recuperar les obres mestres de la literatura grega. Els més famosos dels seus alumnes van ser Joan d'Egheghiatz, Josep de Baghin, Yeznik, Koriun, Moisès de Khorèn i Joan Mandakuni.

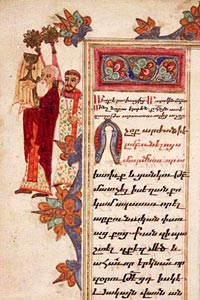
Versos de Mesrop Maixtots

El primer monument de la literatura armènia és la versió de les Sagrades Escriptures. Isaac, diu Moisès de Corene, va fer una traducció de la Bíblia del text siríac cap al 411. Aquesta obra es considerava imperfecta, perquè poc després Joan d'Egheghiatz i Josep de Baghin foren enviats a Edessa per traduir les Escriptures. Van viatjar fins a Constantinoble i van portar còpies autèntiques del text grec amb ells. Amb l'ajuda d'altres còpies obtingudes d'Alexandria, la Bíblia va ser traduïda novament del grec segons el text de la Septuaginta i l'Hexapla d'Origen. Aquesta versió, que ara s'utilitza a l'Església armènia, es va completar cap al 434.

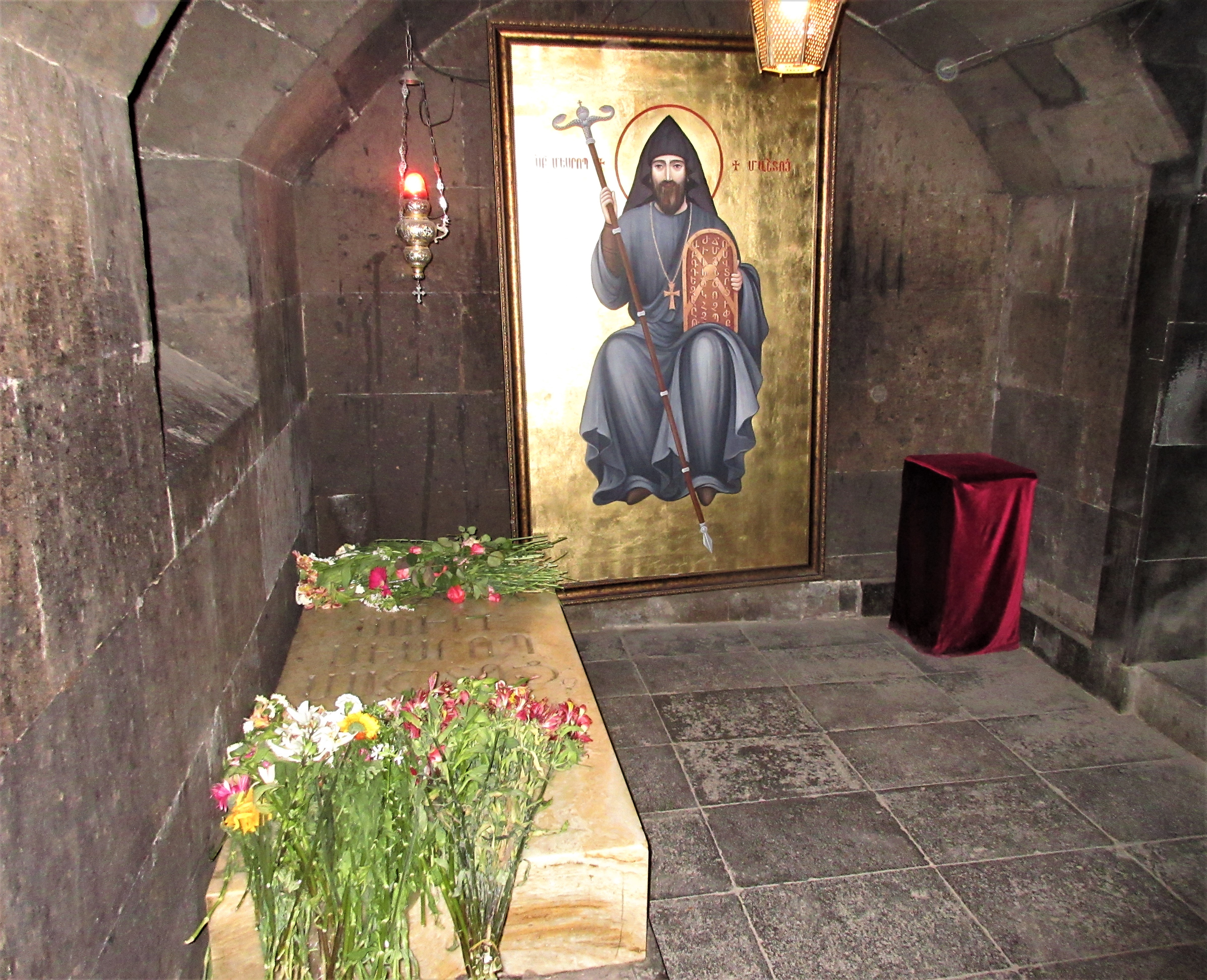
Tomba de Mesrop Maixtots al poble d'Oixakan

Els decrets dels tres primers concilis ecumènics — Nicea, Constantinoble i Efes — i la litúrgia nacional (fins ara escrita en siríac) també es van traduir a l'armeni, aquesta darrera revisada sobre la litúrgia de Sant Basili, tot i que conservant les característiques de la seva propi. Moltes obres dels pares grecs també van ser traduïdes a l'armeni. La pèrdua dels originals grecs ha donat a algunes d'aquestes versions una importància especial; així, la segona part de la Crònica d'Eusebi, de la qual només existeixen alguns fragments en grec, s'ha conservat íntegrament en armeni. Enmig dels seus treballs literaris, Mesrop va tornar a visitar els districtes que havia evangelitzat en els seus primers anys i, després de la mort d'Isaac el 439, va vetllar per l'administració espiritual del patriarcat. Va sobreviure al seu amic i mestre només sis mesos. Els armenis llegeixen el seu nom al Cànon de la Litúrgia i celebren la seva memòria el 19 de febrer.
Sant Mashtots està enterrat en una capella a Oixakan, un poble històric a 8 km al sud-oest de la ciutat d'Astarak.
Sant Mesrop figura oficialment al Martirologi romà de l'Església Catòlica Romana; la seva festa és el 17 de febrer.

## Llegat

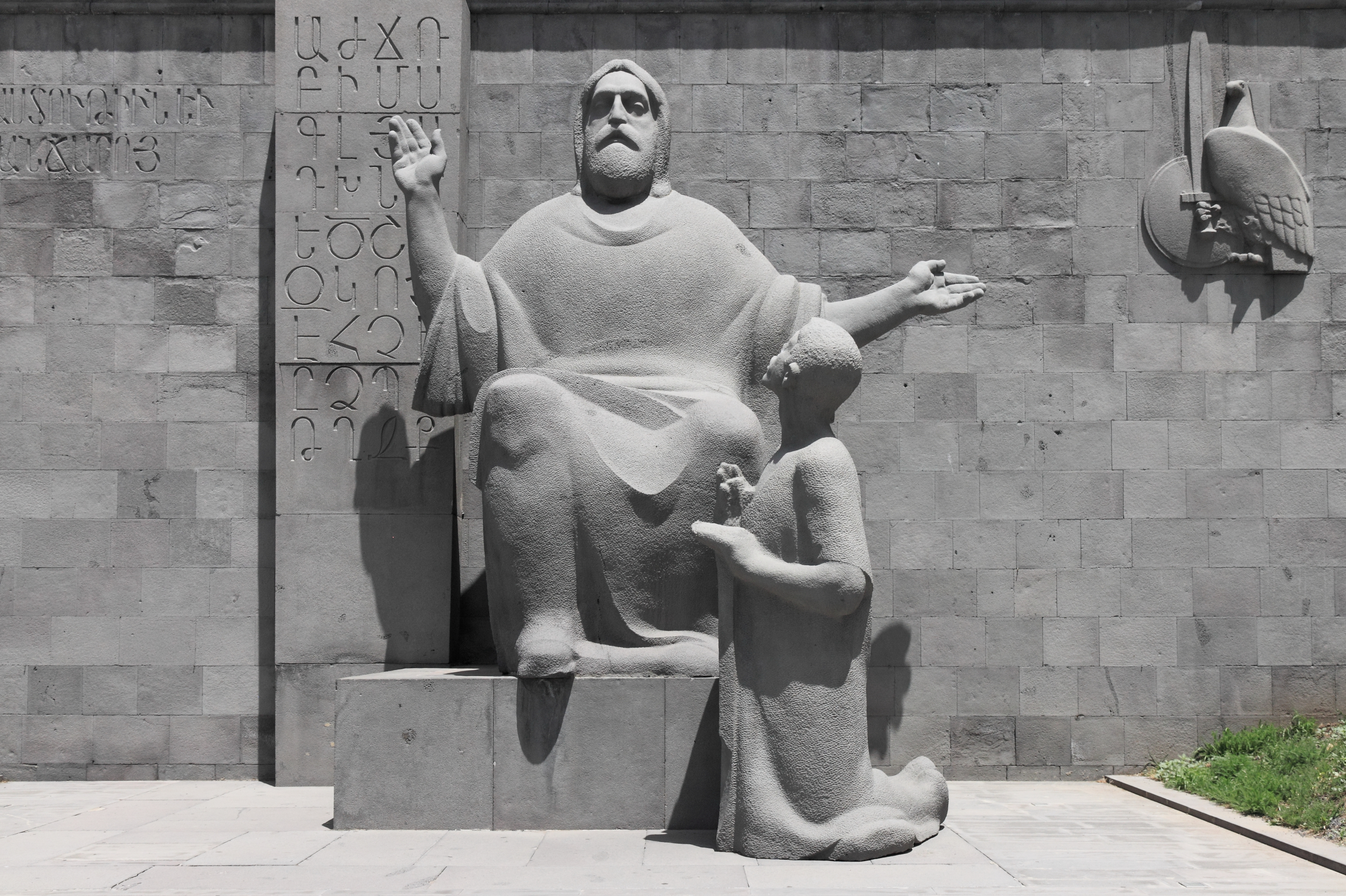
L'estàtua de Mesrop Maixtots i Koryun (agenollats) davant de Matenadaran, Erevan

Pràcticament, totes les ciutats d'Armènia tenen un carrer que porta el nom de Maixtots. A Erevan, l'avinguda Maixtots és una de les més importants del centre de la ciutat, que abans era coneguda com a avinguda Lenin. Hi ha una estàtua seva al Matenadaran, una a l'església on va ser enterrat al poble d'Oshakan i una altra al monument a l'alfabet armeni que es troba a les faldilles del mont Aragats, al nord del poble d'Ohanavan. S'han emès segells amb la seva imatge tant per la Unió Soviètica com per l'Armènia postsoviètica.
L'Orde de Sant Mesrop Maixtots, establerta el 1993, s'atorga per èxits significatius en el desenvolupament econòmic de la República d'Armènia o per èxits en ciència, cultura, educació o servei públic, i per activitats de promoció d'aquests camps.

## Música
Mesrop també va produir una sèrie de composicions litúrgiques. Algunes de les obres que se li atribueixen són: «Մեղայ քեզ Տէր» (Meġay k'ez Tēr, «He pecat contra tu, Senyor»), «Ողորմեա ինձ Աստնձ Աստնձ Աստծ, “Voġac” տու (Voġac տու, “Voig” տու)), «Անկանիմ առաջի քո» (Ankanim aṙaǰi k'o, «M'agenollo davant teu») i «Ողորմեա» (Voġormea, «Miserere»), totes elles himnes de penediment.

## Pel·lícules documentals
- Mashtots (1988), dirigida per Levon Mkrtchyan

## Veneració
El Martirologi romà celebra el sant el 17 de febrer: A Armènia, Sant Mesrop, doctor dels armenis, deixeble de Sant Narset i escrivà del palau reial, convertit en monjo, creà un alfabet perquè el poble pogués ésser instruït en les Sagrades Escriptures, traduí els dos Testaments i compongué himnes i altres càntics en llengua armènia.